# Rose Gelbert
Rose Gelbert (París, 19 de febrer de 1874 - 1956) va ser una jugadora de golf francesa que va competir a cavall del segle xix i el segle xx. El 1900 va prendre part en els Jocs Olímpics de París, on va disputar la prova individual femenina de golf, que finalitzà en novena posició.